# Nilutamide
Le nilutamide, est vendu sous les marques Nilandron et Anandron.

## Usage médical
Est un médicament utilisé pour traiter le cancer de la prostate . Ce médicament aussi été utilisé comme composant d'une thérapie hormonale féminisante pour les femmes transgenres . Ce médicament est pris par voie orale 

## Effets secondaires
Les effets secondaires de ce médicament peuvent inclure des bouffées de chaleur, une mauvaise capacité à voir dans l'obscurité, des nausées, de la constipation, des troubles du sommeil et une hypertrophie du souffle; d'autres effets secondaires peuvent inclure un dysfonctionnement sexuel, l'ostéoporose, une intolérance à l'alcool , Dans de rares cas, cela peut provoquer une pneumopathie et des lésions hépatiques .

## Mode d'action
Le nilutamide est un antiandrogène non stéroïdien  qui agit comme un antagoniste sélectif du récepteur des androgènes , empêchant ainsi les effets des androgènes . Comme le cancer de la prostate dépend de ces hormones pour sa croissance et sa survie, ce médicament peut ralentir la progression de la maladie.

## Histoire
Ce médicament a été découvert en 1977,, il a été approuvé aux États-Unis en 1996. Il figure sur la liste des médicaments essentiels de l'Organisation mondiale de la santé comme alternative au bicalutamide . Il est disponible sous forme de médicament générique . Aux États-Unis, 30 comprimés de 150 mg coûtent environ 1 600 dollars américains  en 2021.